# 450 f.Kr.

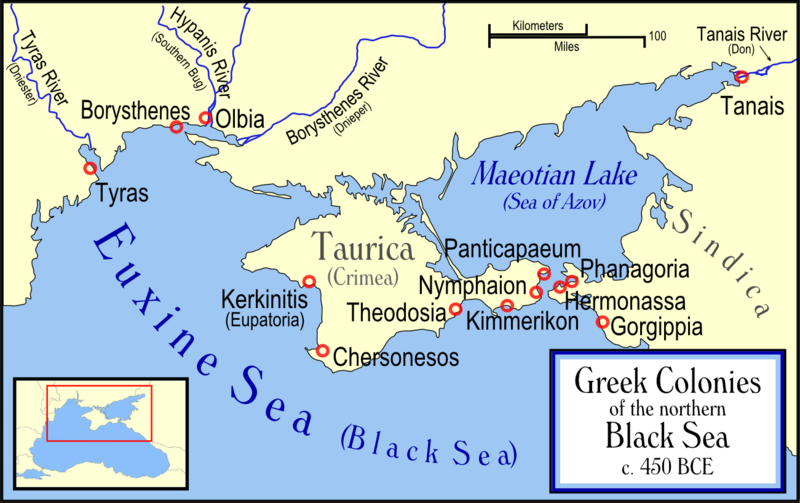
Grekiska kolonier i norra delen av Svarta havet 450 f.Kr.

## Händelser

### Efter plats

#### Grekland
- Den atenske generalen Kimon avseglar till Cypern med tvåhundra triremer från det attiska sjöförbundet. Därfrån skickar han sextio fartyg till Egypten för att hjälpa de egyptier, som under Amyrtaios befäl kämpar mot perserna i Nildeltat. Kimon använder de återstående fartygen till att hjälpa ett uppror bland de cypriotisk-grekiska stadsstaterna mot det persiska styret över ön. Kimon börjar belägra det persiska fästet Kition på öns sydvästkust. Denna belägring misslyckas dock, varför Cypern kvarstår under fenicisk (och persisk) kontroll.
- Under denna belägring avlider Kimon och befälet över flottan övertas av Anaxikrates, som lämnar Kition för att kämpa mot den feniciska flottan i slaget vid Salamis på Cypern. Den grekiska flottan besegrar perserna och deras allierade, varpå de återvänder till Aten.
- Atenarna minskar den tribut de kräver från sina underlydande stadsstater (det vill säga medlemmar av det attiska sjöförbundet) och varje stad tillåts utge egna mynt.
- 5 000 talenter överförs till det attiska sjöförbundets skattkammare i Aten.
- Ett tempel till Theseus ära står färdigbyggt i Aten.

#### Makedonien
- Perdikkas II efterträder Alexander I som kung av Makedonien (omkring detta år).

#### Romerska republiken
- Det första decemviratets framgångar leder till utnämnandet av ett andra decemvirat där också plebejer ingår. Detta andra decemvirat lägger till ytterligare två lagar till den romerska rätten, vilket färdigställer de tolv tavlornas lag (Lex Duodecim Tabularum), som bildar grunden för den romerska rätten i flera århundraden framåt. Trots detta blir detta decemvirats styre mer och mer våldsamt och tyranniskt.

#### Sicilien
- Ducetius, en helleniserad ledare för det sicilianska folket siculerna, blir, efter inledande framgångar (inklusive erövrandet av Inessa från dess grekiska kolonisatörer), i ett avgörande slag besegrad av kombinerade styrkor från Syrakusa och Akragas. Ducetius flyr i exil till Korinth.

### Efter ämne

#### Konst
- Den strama tidigklassiska övergångsperioden inom skulptur i antikens Grekland tar slut och efterföljs av den högklassiska perioden (omkring detta år).
- Polygnotos från Thasos avslutar sitt arbete (omkring detta år).
- Det gamla bouleuterion, västra sidan av Atens agora, byggs (omkring detta år).
- Polykleitos från Argos utvecklar ett antal regler (Kanon) för skapandet av den perfekta människostatyn (omkring detta år).
- Polykleitos börjar skapa bronsstatyn Achilles (även känd som Spjutbäraren eller Doryforos) (omkring detta år) och avslutar den omkring tio år senare. En romersk kopia av den ursprungliga statyn finns numera på Museo Archeologico Nazionale i italienska Neapel.
- Gravstelen från Paros, Liten flicka med fågel, tillkommer (omkring detta år). Den finns numera på Metropolitan Museum of Art i New York.
- Statyn Kvinna och jungfru i Akilles målares stil, med vit basplatta och svart figurdekoration på en lekythos, med ytterligare målningar i tempera, börjar skapas (omkring detta år) och avslutas omkring tio år senare. Den finns numera på Museum of Fine Arts i Boston.
- Myron skulpterar en bronsstaty kallad Diskuskastaren (Diskobolos) (omkring detta år). En romersk kopia finns numera bevarad på Museo Nazionale Romano i Rom.
- Den korinthiska ordningen dyker upp för första gången inom grekisk arkitektur (omkring detta år).
- Rödfigurdekorationerna En målare, Medhjälpare kröns av Atena och Segrar tillkommer på en hydria i Aten. Numera finns de i en privat samling (omkring detta år).

## Födda
- Alkibiades, atensk general och politiker (född omkring detta år; död 404 f.Kr.)

## Avlidna
- Kimon, atensk statsman och general, son till Miltiades d.y. (född omkring 510 f.Kr.)
- Alexander I, kung av Makedonien sedan 498 f.Kr. (död omkring detta år)